# Polizeimusik Zürich-Stadt
Die Polizeimusik Zürich-Stadt ist das älteste schweizerische Polizeimusikkorps, zusammen mit der Korpsmusik der Kantonspolizei Zürich.

## Geschichte
Als offizielles Repräsentationsorchester des Sicherheitsdepartements der Stadt Zürich ist die 1902 gegründete Polizeimusik Zürich-Stadt ein wichtiges und gern gesehenes Bindeglied zwischen der Stadtpolizei Zürich und der Bevölkerung. Auftritte erfolgen an internen Anlässen und Zeremonien der Zürcher Polizei- und Rettungsorganisationen oder als deren musikalische Botschafterin im In- und Ausland. Als offizielles Spiel der Stadtzürcher Zunft Zur Waag paradiert die Polizeimusik seit 2014 zudem auch am Zürcher Sechseläuten-Umzug.
Die Polizeimusik Zürich-Stadt ist heute eine der wenigen nicht-militärischen Musikformationen der Schweiz, die mit hochstehenden Evolutionsshows regelmässig an internationalen Tattoos teilnimmt. Ihre Engagements führten sie in den letzten Jahren u. a. nach Sydney, Los Angeles, Chicago, Dublin, Rom, London, Berlin, Ystad und viele weitere Städte weltweit. Dieses Jahr steht erneut London auf dem Programm, nächstes Jahr dann der zweiwöchige Auftritt "in der Championsleague" am International Tattoo Moscow/RUS.
Als Präsident des Orchesters amtet der aktive Polizeibeamter und Trompeter Oliver Hess. Die musikalische Leitung liegt beim Chef Rekrutenspiele aD der Schweizer Militärmusik, Werner Horber. Als Tambourenleiter amtet Markus Hangartner, die Funktion des Musikoffiziers bekleidet Jürg Marugg.

## Diskographie
- Die Polizeimusik Zürich-Stadt spielt, LP, 1983
- Musik ist Trumpf, CD, 1993
- Swing Time, CD, 2003
- Faszination Unterhaltungsmusik, CD, 2007
- What a wonderful World, CD, 2013
- Con Brio, CD, 2016

## Preise und Auszeichnungen
- Saint Patrick’s Day Parade in Dublin (Irland) 1987 - 1. Preis für Marschmusik
- Internationales Musik-Festival in Sydney (Australien) 1996 – Gewinn der Goldmedaille